# 许海
许海（1963年11月—），云南师宗人，汉族，中华人民共和国政治人物、全国人民代表大会云南地区代表。
毕业于澳大利亚福林德斯大学与南开大学合办国际经济贸易关系专业。加入中国共产党。長期在工商银行系统内工作超过30年，历任工行西双版纳傣族自治州勐海县支行副行长、行长；西双版纳分行副行长、行长；云南省分行计划财务处处长；云南省分行副行长；甘肃省分行行长。2010年调回云南省分行，担任行长，2016年卸任云南省分行行长职务，调任工行内审局成都分局局长。2019年工商银行旗下理财子公司——工银理财成立，许海出任党委副书记、监事长一职。2023年，许海到龄退休许海2008年起担任全国人大代表。2013年，再度担任全国人大代表，任期至2018年。
2025年6月，许海涉嫌严重违纪违法，主动投案接受中央纪委国家监委驻中国工商银行纪检监察组纪律审查和贵州省六盘水市监察委员会监察调查